# Ruerrero

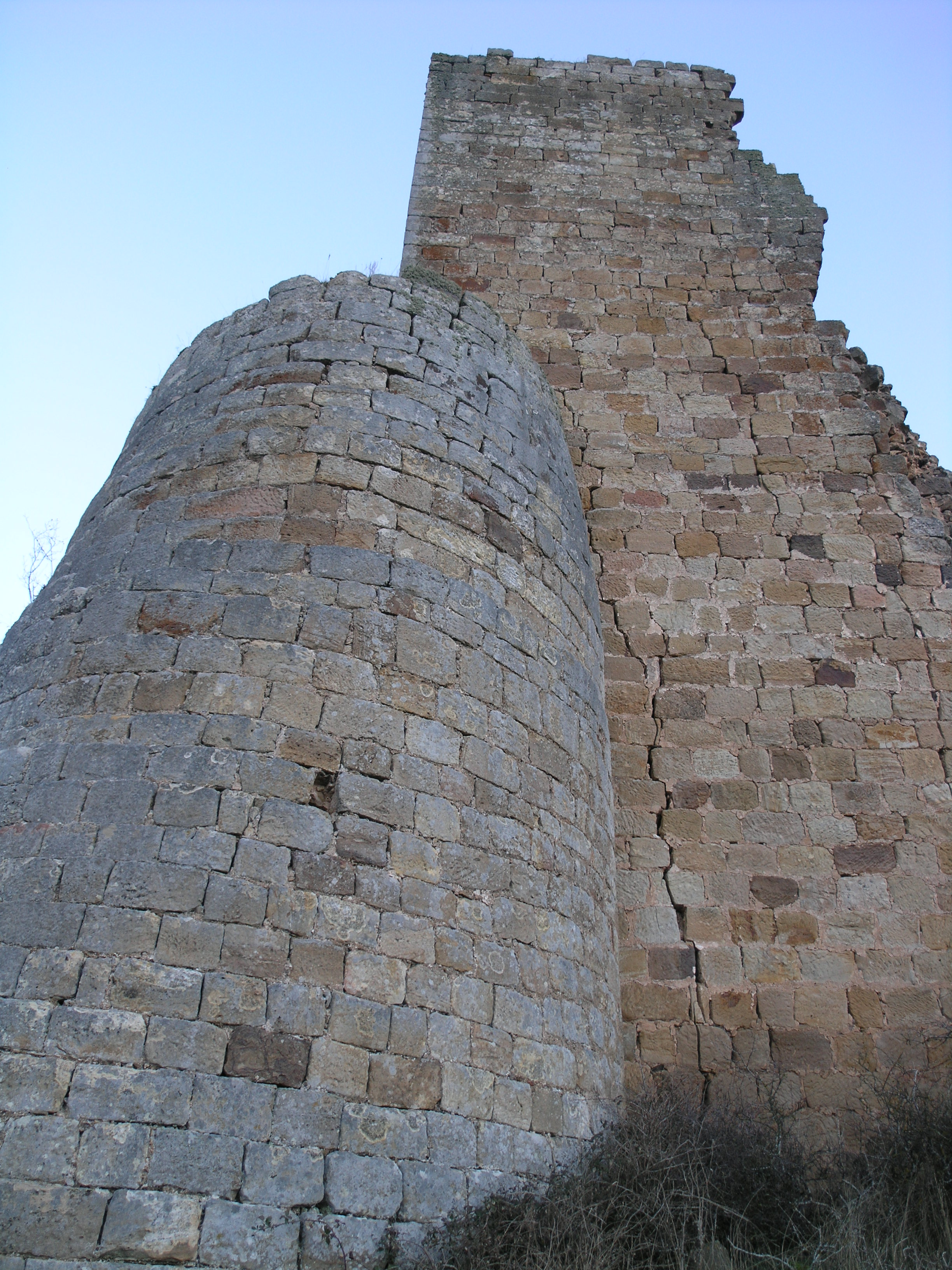
Torre de Ruerrero.

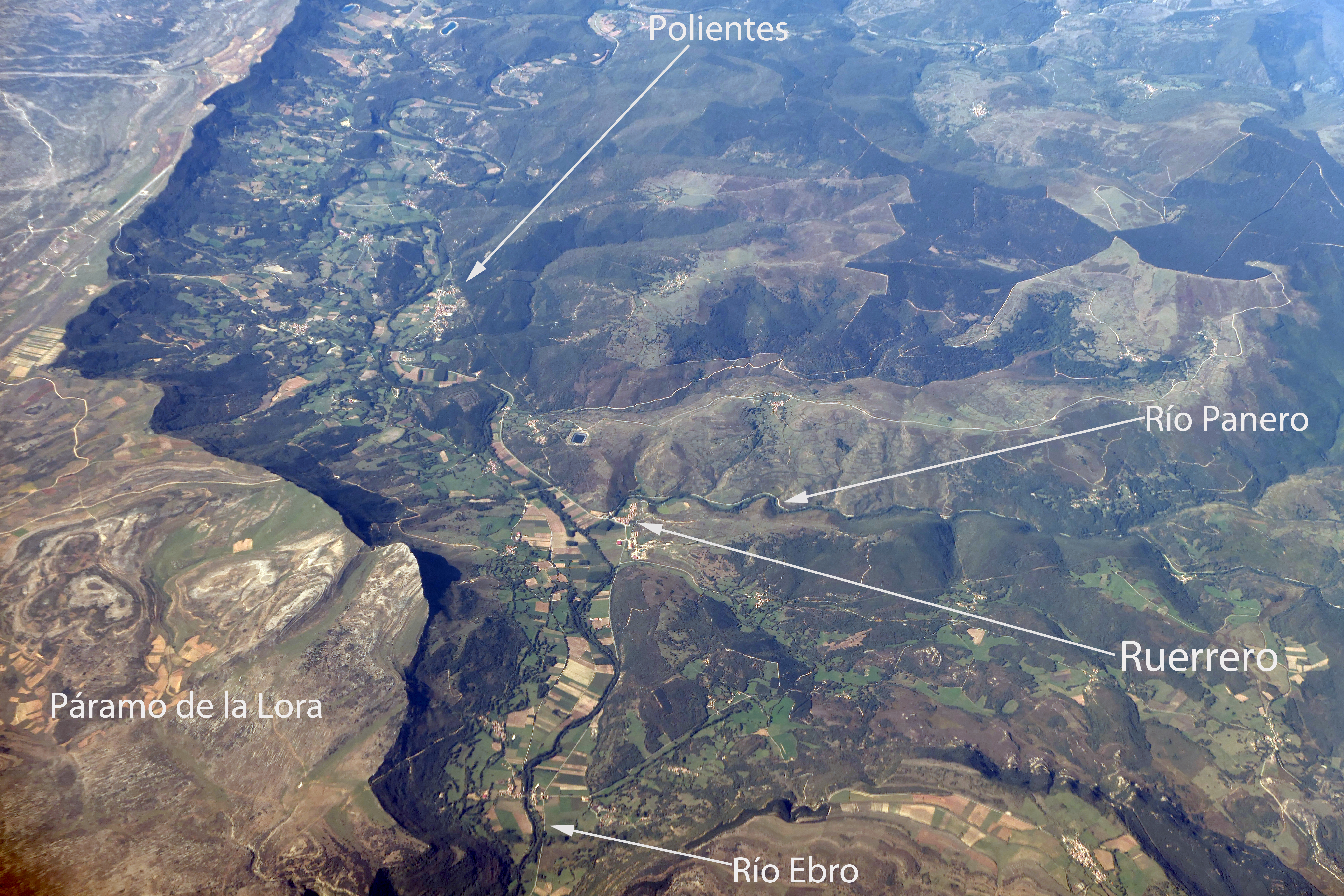
Vista aérea de Ruerrero y su entorno.

Ruerrero es un pueblo de Cantabria que pertenece al municipio de Valderredible, en Campoo, a 700 m s. n. m.  Se encuentra a 5 kilómetros de Polientes, la capital municipal. Está prácticamente en la divisoria con Burgos. La población, en 2024 (INE), era de 50 habitantes. Celebra el 16 de agosto la festividad de San Roque. Aquí se elabora artesanalmente el queso de Ruerrero, con leche de oveja.

## Paisaje y naturaleza

### Entorno
El casco urbano de Ruerrero se sitúa en la margen izquierda del río Panero justo antes de su desembocadura en el Ebro, al pie de un cerro coronado por una torre medieval. Desde este punto, y mirando al sur, se tiene control visual de la vega formada por el río Ebro con sus tierras de regadío y las alineaciones de choperas en las riberas que se extienden hasta el murallón calizo de la Peña Camesía. Hacia el norte, el Panero se abre paso entre las laderas de los montes donde crecen matorrales y robles en estado arbustivo. Esta es una de las localidades a las que pertenece el Monte Hijedo, extensa masa boscosa en la que predomina el roble albar. En esta localidad hay un coto de pesca de cangrejo.

### Sendero del Ebro
Por esta localidad pasa el trazado del sendero de gran recorrido GR-99 («Sendero del Ebro»), que pretende seguir el curso de este río desde Fontibre hasta el Delta del Ebro.

## Patrimonio histórico

### Casco urbano
Ruerrero posee una estructura urbanística evolucionada, no estrictamente rural como vemos que ocurre en casi todos los pueblos de Valderredible.
Sus orígenes parten de una puebla medieval emplazada en las márgenes del camino que ascendía hacia la zona de Rucandio y Bricia, después de superar el río Panero por le puente ojival que aún hoy se conserva cerca del que atraviesa la carretera principal. En los siglos siguientes, el pueblo creció en torno a la plaza, a consecuencia de la actividad económica generada por la celebración de ferias y mercados.
De esa época nos ha quedado una bella alineación de casas de una sola planta con soportal, con influencias de la arquitectura castellana y que no cuenta con ningún otro paralelo en Cantabria. Igualmente interesante desde el punto de vista urbanístico, es la parte alta del pueblo que conserva una original sucesión de callejas con escalones excavados en la roca.
Ruerrero también cuenta con casas blasonadas y recuerdos de torres fuertes de época barroca, junto a otras de corte urbano del siglo pasado e incluso del actual que se integran a la perfección en el entorno.
El pueblo de Ruerrero tiene, además, una plaza porticada.

### La iglesia
La iglesia de Nuestra Señora de las Nieves entronca con la corriente castiza del barroco desornamentado del siglo XVII en los muros exteriores y en la torre. En la portada, en cambio, se concentra toda la decoración dentro de un estilo algo más tardío, quizá ya del XVIII. Está formada por arco moldurado entre pilastras cajeadas y entablamento de orden dórico, culminado por un remate con predominio de las formas curvas en óculos, espirales, jarrones y aletones con espirales.

### La torre
La obra más conocida de Ruerrero es la torre defensiva a la que ya nos hemos referido, que vigila al pueblo por el sur desde un escarpado otero. Se construyó hacia los siglos XIV o XV para dominar la zona de paso natural hacia el norte. Consta de un volumen cúbico formado por muros muy gruesos de sillería, dobles, con relleno de cascajo entre ellos con apertura de solo tres saeteras y restos de lo que debieron ser dos ventanas geminadas. Alcanza los 12 metros de altura. La torre se apuntala en la esquina noroccidental mediante una estructura troncocónica, de unos 5 metros de alto, que contrasta plásticamente con las formas austeras y sobrias del resto. En 1992, se declaró a la torre Bien de Interés Cultural.